# Колемброди
Колемброди (або Колембрід, Колемброд, Королівські броди, Кролевброди, пол. Kolembrody) — село в Польщі, у гміні Комарувка-Підляська Радинського повіту Люблінського воєводства. Населення — 462 особи (2011).

## Історія
1679 року вперше згадується церква в селі.
У часи входження до складу Російської імперії належало до Радинського повіту Сідлецької губернії. За даними етнографічної експедиції 1869—1870 років під керівництвом Павла Чубинського, у селі здебільшого проживали греко-католики, усе населення розмовляло українською мовою. 1872 року місцева греко-католицька парафія налічувала 1330 вірян.
У липні-серпні 1938 року польська влада в рамках великої акції руйнування українських храмів на Холмщині і Підляшші знищила місцеву православну церкву (за іншими даними перетворила на римо-католицький костел).
У 1975—1998 роках село належало до Білопідляського воєводства.

## Демографія
Демографічна структура станом на 31 березня 2011 року:
|          | Загалом | Допрацездатний вік | Працездатний вік | Постпрацездатний вік |
| -------- | ------- | ------------------ | ---------------- | -------------------- |
| Чоловіки | 229     | 45                 | 149              | 35                   |
| Жінки    | 233     | 39                 | 111              | 83                   |
| Разом    | 462     | 84                 | 260              | 118                  |